# Прапор Лугинського району
Пра́пор Луги́нського райо́ну затверджений рішенням Лугинської районної ради.

## Опис прапора
Прямокутне полотнище зі співвідношенням сторін 2:3, розділене від верхнього древкового до нижнього вільного краю на синє і зелене поля, на якому до вільного верхнього краю летить білий лелека.